# Пастушок тристанський
Пастушок тристанський (Laterallus rogersi) — вид журавлеподібних птахів родини пастушкових (Rallidae). Ендемік острова Неприступний в архіпелазі Тристан-да-Кунья в південній Атлантиці. Це найменший з нині існуючих нелітаючих птахів у світі. Вид був описаний доктором Персі Лоу у 1923 році, однак вперше привернув увагу 50 років тому. Таксономічне положення тристанського пастушка довгий час залишалося невизначеним, до тих пір поки у 2018 році його найближчий родич був ідентифікований як уругвайський погонич (Laterallus spiloptera). За результатами дослідження обидва види були переведені до роду Неотропічний погонич (Laterallus).
Тристанський пастушок — дрібний птах з коричневим оперенням, чорним дзьобом і лапами і червоними очима (у дорослих птахів). Він зустрічається по всьому Неприступному, від пляжів до центрального плато, живиться дрібними безхребетними, а також деякою рослинною їжею. Тристанські пастушки є моногамними, територіальними птахами, і самиці, і самці цього виду беруть участь у насиджуванні яєць і догляді за потомством. Адаптації птаха до життя на невеликому острівці з великою щільністю популяції включають низький рівнень основного обміну, невеликий розмір кладки і втрату здатності літати.
На відміну від багатьох інших океанічних островів, Неприступний залишався вільним від інтродукованих хижаків, що дозволило тристанським пастушкам процвітати на цьому острові, тоді як багато інших видів нелітаючих птахів, зокрема нелітаючих пастушкових, вимерли. Тим не менш, Міжнародний союз охорони природи (МСОП) класифікує цей вид як вразливий через його єдину невелику популяцію, якій може загрожувати випадкова поява на острові хижих ссавців, таких як щури або коти.

## Відкриття

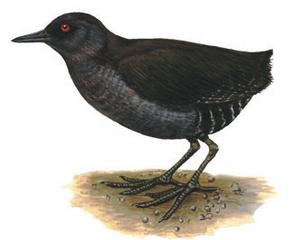
Тристанський пастушок

Хоча тристанські пастушки, ймовірно, були відомі мешканцям острова Тристан-да-Кунья, які щорічно відвідували острів для полювання на тюленів, цей вид вперше привернув увагу науковців під час експедиції «Челленджера» 1872-1876 років. Коли експедиція відвідала острів у жовтні 1873 року, сер Чарльз Вайвілл Томсон дізнався про цей вид і записав спостереження, зроблені двома німцями, братами Столтенхоффами, які жили на острові останні два роки. На превеликий жаль, Томпсону не вдалося зібрати зразок птаха.
Друга спроба була зроблена Джеймсом Ліндсі, графом Кроуфордтом, на його яхті «Вальгалла» у 1905 році. Остання спроба була здійснена під час експедиції Шеклтона — Роветта і відбулася  в квітні 1922 року на зворотньому шляху до Великої Британії. Ця спроба також не вдалася, однак члени експедиції залишили свого капелана, прев. Генрі Мартина Робертса на Тристан-да-Куньї з метою збору зразків. Наступного року до лондонського Музею природознавства надійшли два зразки — шкіри тристанських пастушків, за якими незабаром прибула третя шкіра і заспиртований зразок. За цими зразками доктор Персі Лоу описав вид і зробив короткий виступ на цю тему на засіданні Британського Клубу Орнітологів у 1923 році.

## Еволюція і таксономія
До отримання зразків Томпсон припускав, що тристанський пастушок є спорідненим з іншими острівними пастушковими Атлантики, і, можливо, є близьким до курочок (Gallinula), однак Лоу, дослідивши зразки, відніс тристанського пастушка до нового роду Atlantisia, названого на честь міфічного затонулого острова Атлантида. Видову назву rogersi птах отримав на честь Генрі Робертса, який зібрав голотип цього виду і відправив його Лоу.
У статті 1928 року Лоу писав, що тристанські пастушки були нащадками нелітаючих предків, які досягли острова Неприступний через сухопутний міст або затонулий континент, такий як Лемурія. Сухопутні мости часто використовувалися для пояснення моделей біогеографічного розподілення до розвитку і прийняття теорії тектоніки плит. У 1955 році стало зрозуміло, що тристанський пастушок був нащадком літаючих предків. Науковці припускали, що, як і у випадку більшості інших наземних птахів архіпелагу Тристан-де-Кунья (за винятком тристанської курочки Gallinula nesiotis і короткокрилої курочки G. comeri), предки тристанського пастушка потрапили на острів з Південної Америки.
Філогенетичне положення тристанських пастушків в родині пастушкових (Rallidae) довгий час було невизначеним. Лоу вважав, що його найближчими родичами могли бути африканські багновики (Zapornia flavirostra) або султанки (Porphyrio) — цей висновок він зробив, опираючись на подібність оперення. Однак він визнавав, що йому було складно визначити спорідненість птаха. Американський палеонтолог Сторрс Лавджой Олсон у 1973 році припустив, що тристанський пастушок може бути пов'язаним з «комплексом Rallus», який включав в себе роди Пастушок (Rallus) і Hypotaenidia, виходячи з будови скелету. Зокрема, він припустив, що цей вид є частиною про-Rallus групи, яка включала в себе роди Білогорлий пастушок (Dryolimnas) з Індійського океану і Левінія (Lewinia) з Австралії. Олсон припускав, що пастушки з про-Rallus групи мають реліктове поширення і могли раніше меншкати в Африці і Південній Америці, звідки прибули предки тристанського пастушка. Останнє порівняльне морфологічне дослідження, проведене у 1998 році, помістило вид у підтрибу Crecina. Його точне філогенетичне положення визначити не вдалося, однак передбачалося, що тристанський пастушок, ймовірно, є сестринським таксоном по відношенню до роду Неотропічний погонич (Laterallus), що включав дрібних пастушків, поширених переважно в Південній Америці.
Два вимерлі види нелітаючих пастушків — атлантичного пастушка (Mundia elpenor) і санта-геленського пастушка (Aphanocrex podarces) раніше також відносили до роду Atlantisia разом з тристанським пастушком. Атлантичний пастушок вимер незадовго до 1700 року, однак був коротко згаданий і описаний мандрівником і натуралістом-любителем Пітером Манді у 1656 році. Санта-геленський пастушок вимер до 1600 року і науковці ніколи не спостерігали його живим. У 1973 році Олсон відніс санто-геленського пастушка до роду Atlantisia, а у 2003 році роди Mundia і Aphanocrex були відновлені. Наразі вважається, що ці три види не є спорідненими. І атлантичний, і санта-геленський пастушки вимерли через появу на їх островах інтродукованих хижаків, зокрема щурів і котів.
Стервандер та інші науковці у 2018 році виначили таксономічну близькість і історію еволюції тристанських пастушків за допомогою філогенетичного аналізу послідовностей ДНК його повного мітохондріального генома і деяких мітохондріальних і ядерних генетичних маркерів. Дослідження показало, що тристанський пастушок належить до клади, яка включає уругвайських, американських і галапагоських погоничів. За результатами цього дослідження тристанського пастушка було переведено до роду Неотропічний погонич (Laterallus). Предки цього птаха колонізували острів Неприступний з Південної Америки приблизно 1,5 млн років назад.

## Морфологія

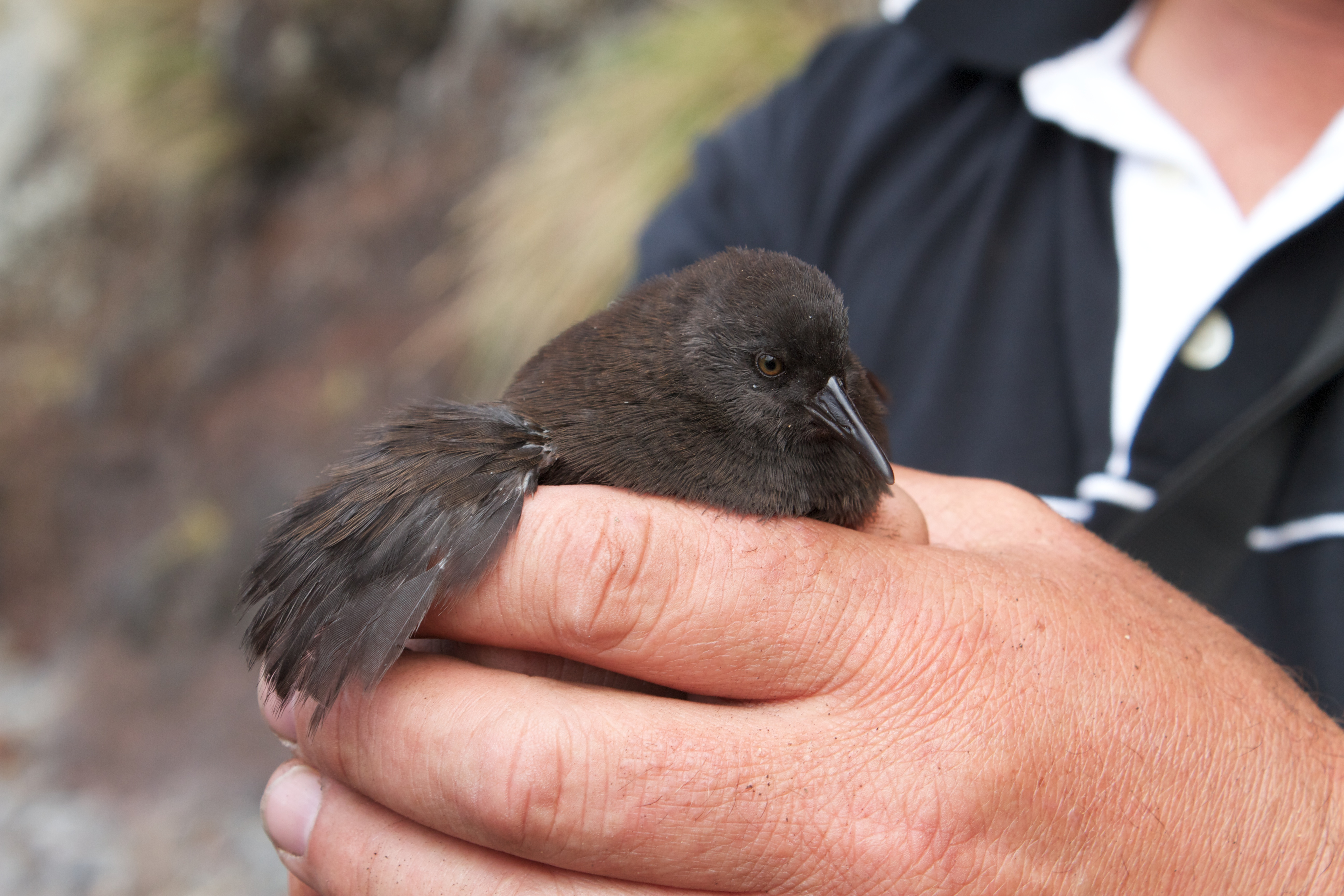
Тристанський пастушок

Тристанський пастушок — найменший з нині існуючих нелітаючих птахів у світі, його довжина становить 13-15,5 см. Самці є більшими і важчими за самиць, їх вага становить 35-49 г, в середньому 40,5 г, порівняно з 34-42 г, в середньому 37 г у самиць. 
Пера тристанських пастушків мають волосоподібну структуру, особливо це помітно у видозмінених махових пер, оскільки борідочки на багатьох перах (не на всіх) не змикаються, що надає перам рваного вигляду. Крила редуковані і слабкі, вони менші, ніж у літаючих пастушків подібного розміру, їх довжина у самців становить 54-55 мм, у самиць 51-53 мм. Грудина і кіль у птахів є місцем прикріплення м'язів, необхідних для польоту. Внаслідок втрати здатності літати, ці кістки у тристанських пастушків є меншими, ніж у літаючих птахів подібного розміру. Хвіст короткий, довжиною 3,5 см, верхні і нижні покривні пера хвоста майже такі ж довгі, як і стернові пера. Цівки сіруваті, довжиною 22-24,5 мм у самців і самиць.
Птах має дуже темне забарвлення. Верхня частина тіла темно-іржасто-каштанова, голова і нижня частина тіла темно-сірі. У дорослих птахів на боках і животі є слабо виражені білі смуги. Молоді птахи мають коричнювате забарвлення, очі у них коричневі. У дорослих птахів очі червоні. Самиці є схожими на самців, однак нижня частина тіла у них блідіша, більш сіра. Дзьоб чорний, коротший за голову. У самців його довжина в середньому становить 7,5 мм, у самиць 6,9 мм.
У тристанських пастушків, як показало дослідження 1989 року, рівень основного обміну низький і становить 60-68% від рівня, що передбачається для птахів їх ваги. Науковці, що проводили дослідження, припустилий, що низький рівнень основного обміну не був результатом втрати здатностей до польоту, оскільки це не спостерігається у інших видів птахів, а натомість був результатом острівного життя пастушків. На острові відсутні хижаки та інші конкуренти, і тому слід очікувати, що навантаження виду на середовище проживання буде дуже високим. Це, у свою чергу, сприятиме збереженню пастушками енергії, що призведе до невеликих розмірів тіла, низького основного обміну і втрати здатності літати. Порівняння літаючих і нелітаючих пастушків, зокрема тристанських пастушків, показало, що пастушки, які втрачають здатність літами, також мають низький рівень основного обміну.
Температура тіла птаха коливається між 37,8 °C і 39,2 °C, однак іноді може перевищувати 41 °C, особливо у птахів в стані стресу. Ця температура вважається занизькою для птахів подібного розміру, що пояснюється низьким рівнем загального метаболізму.

## Поширення і середовище проживання

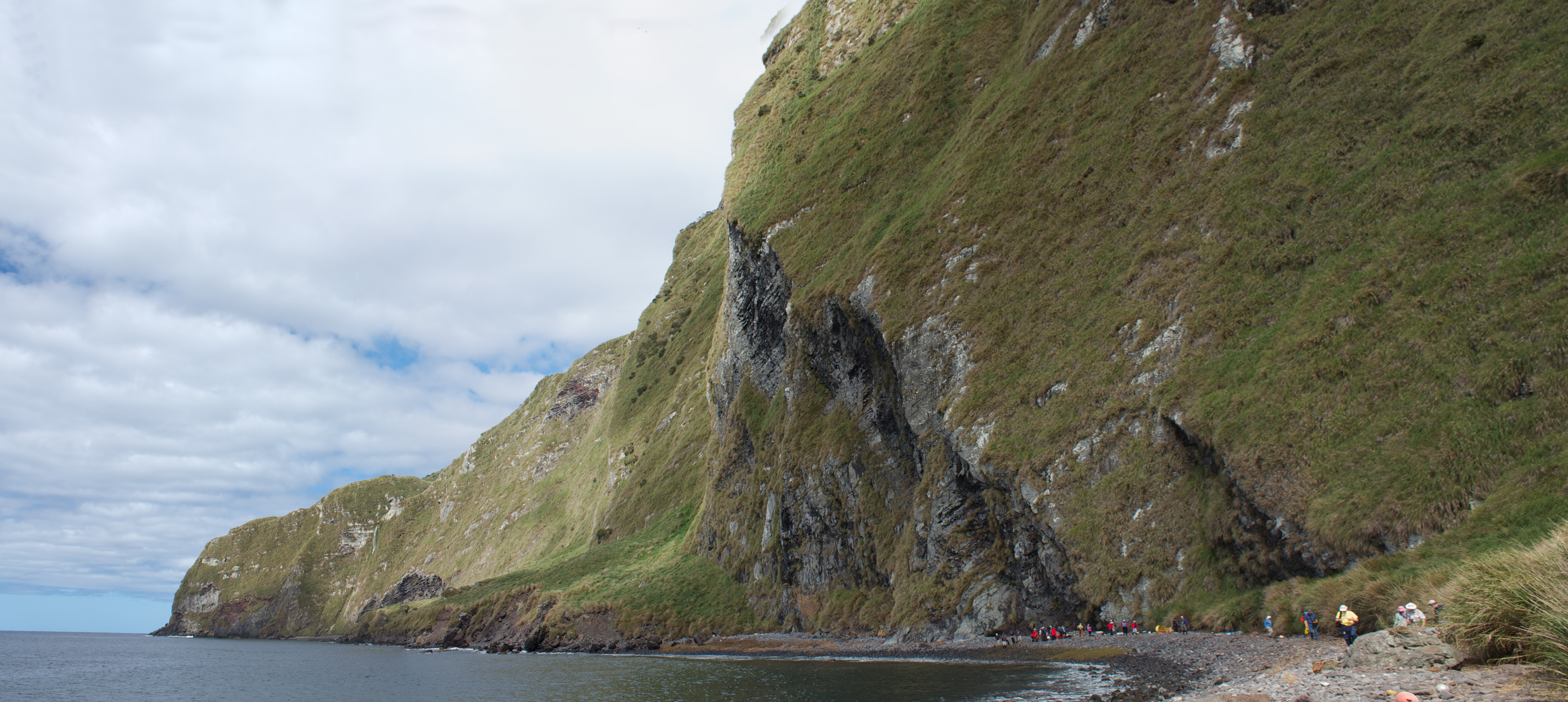
Скелястий берег острова Неприступний

Тристанські пастушки є ендеміками невеликого острова Неприступний в групі островів Тристан-да-Кунья в Атлантичному океані. Площа цього острова становить 14 км², на ньому панує помірний морський клімат з великою кількістю опадів, сильною хмарністю і постійними західними вітрами. Тристанські пастушки зустрічаються майже в усіх оселищах на острові і на усіх висотах, від рівня моря до 449 м над рівнем моря. Найбільша їх щільність спостерігається на луках, де ростуть купини спартини Spartina arundinacea (10 птахів/га) і на луках серед купин, папороті (Austroblechnum penna-marina) і осоки (15 птахів/га). Це оселище розташоване неподалік від берега і оточує більшу частину острова, що являє собою стрімкі скелі. Тристанських пастушків також можна знайти в гірських заростях папороті, де переважають низькорослі (через постійні вітри) деревоподібні папороті Lomariocycas palmiformis, і в лісі на центральному плато, де переважають Phylica arborea, які можуть сягати 5 м висотою, і Blechnum palmiforme. В обох цих оселищах щільність тристанських пастушків оцінюється як 2 птаха на гектар. Птахи також шукають їжу серед валунів на пляжах, однак не спостерігалися серед короткої сухої трави на шлакових конусах (науковці, що проводили спостереження, попередили, що це не означає, що вони ніколи не використовують це оселище). Тристанські пастушки використовують природні проходи серед валунів або витоптані стежки в траві, що утворилися внаслідок частого використання, щоб пересуватися, залишаючись непоміченими.

## Поведінка

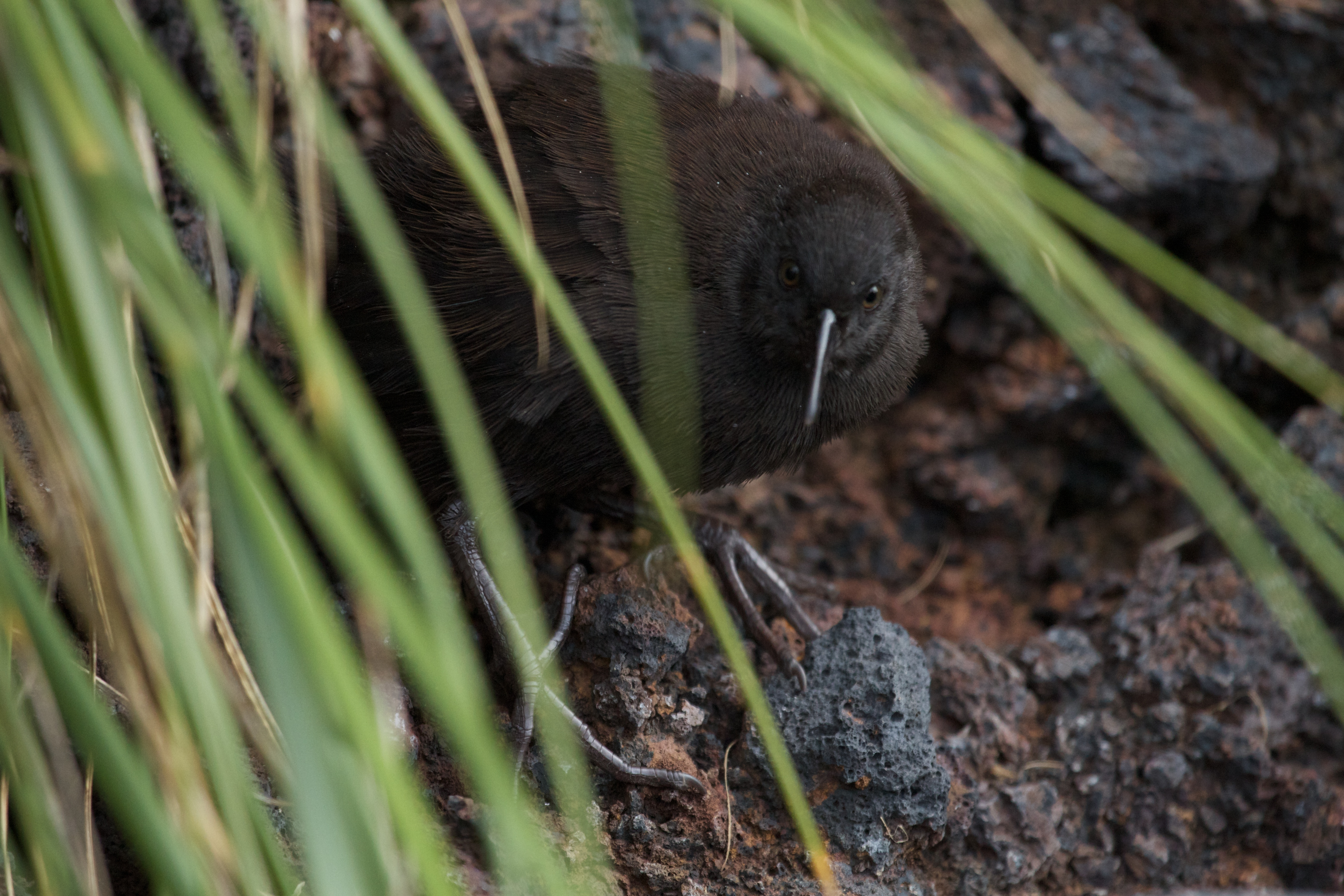
Тристанський пастушок серед купин

Тристанські пастушки є територіальними птахами. Площа їх гніздових територій є дуже невеликою. Зокрема, на купинних луках навколо Блендер-Холла, де щільність популяції є найбільшою, площа гніздових територій становить 100-400 м². Внаслідок цього, зустрічі між членами сімейних зграйок та окремими птахами є дуже частими, а конфронтації і територіальні виклики — звичним явищем. При зустрічі сутичка починається з гучних трелей або щебету, після чого птахи підходять дуже близько один до одного і ритуально демонструють себе, опустивши голову і направивши до землі дзьоб. Вони можуть кружляти і демонструвати себе, поки один з птахів не відступить, або поки не почнеться швидка бійка і один з птахів не буде відігнаний.

### Раціон і живлення
Метод живлення тристанських пастушків повільний і цілеспрямований. Науковці порівнюють його з методом живлення мишей, оскільки атлантичні пастушки займають аналогічну екологічну нішу. Ці птахи живляться різноманітними безхребетними, зокрема дощовими черв'яками, бокоплавами, рівноногими, кліщами та різноманітними комахами, такими як жуки, мухи, метелики і гусінь. Вони також полюють на багатоніжок, інтродуковані види губоногих займають велику частину їх раціону. Разом з тваринною їжею вони також споживають ягоди водянки і Nertera, а також насіння щавлю. На відміну від тристанських дроздів (Turdus eremita), вони не живляться падлом або мертвою рибою.

### Вокалізація
Тристанські пастушки — дуже галасливі птахи, що часто кричать. Це може бути пов'язано з густою рослинністю, в якій живуть ці птахи, оскільки крики допомагають в комунікації між членами зграї або парами, що не бачать один одного. Вокалізації тристанських пастушків включають довгу трель, яку птахи використавують при зустрічі пар і при зіткненні з суперником. Суперники також можуть щебетати «кее-кее-кее», цей щебет може бути довгим або коротким, він закінчується «кее-кее-чіт-рр». Після зіткнення із суперником птах-переможець може видати крик «уї-чуп-уї-чуп». Птахи також можуть видавати монотонне «чік-чік-чік» під час пошуку здобичі, а сигнал тривоги при наближенні хижаків звучить як короткий і різкий «чіп». Тристанські пастушки також видають різноманітні трелі під час інкубації, особливо коли один з пари підміняє іншого під час насиджування. Перед зміною місця птах, що насиджує, може видати звук «чіп-чіп-чіп», однак замовкає, коли тристанські дрозди наближаються до гнізда.

### Розмноження
Тристанські пастушки є моногамними птахами, утворюють тривалі пари. Сезон розмноження у них триває з жовтня по січень. Вони зазвичай гніздяться біля основи деревоподібних папоротей або серед купин. Гнізда цих птахів мають куполоподібну, овальну або грушеподібну форму, вхід до них знаходиться з вузького кінця гнізда, вони з'єднуються доріжками або тунелями, які можуть проходити на відстань до пів метра. Гнізда зазвичай будуються повністю з того матеріалу, серед яких розташовуються, наприклад, з трави або осоки. Більш широке листя використовується для побудови гнізда, а тонший матеріал використовується як підстилка. Існують повідомлення про використання в якості підстилки інших матеріалів, зокрема листя інтродукованої домашньої яблуні (Malus domestica) або плакучої верби (Salix babylonica).
Кладка складається з двох яєць, тим часом як у інших дрібних пастушків кладка зазвичай більша. Яйця тристанських пастушків мають сірувато-молочно-білий колір, вони поцятковані рудувато-коричневими і блідо-ліловими плямами, скупченими навколо верхньої частини яйця. Порівняно з розмірами самиці, яйця є помітно більшими, ніж у інших пастушків, і нагадують яйця деркача.
Інкубаційний період для цього виду невідомий, однак відомо, що насиджують кладку і самиці, і самці (за спостереженнями, самці більше). І самиці, і самці годують своїх партнерів, що насиджують кладку. Вони їдять або в гнізді, або поряд з ним. Перед тим як птахи змінять один одного на гнізді, вони видають звуки «чіп-чіп», які стають тим довшими і частішими, чим довше їх повторює партнер.
Яйця вилуплються з різницею у 23-32 години, а пташенята можуть почати подавати сигнали до 45 годин перед вилупленням. Одне з зафіксованих вилуплень тривало 15 годин. Пташенята, що щойно вилупилися з яйця, покриті густим чорним пухом, лапи і дзьоб у них чорні, а рот сріблястий.

## Екологія

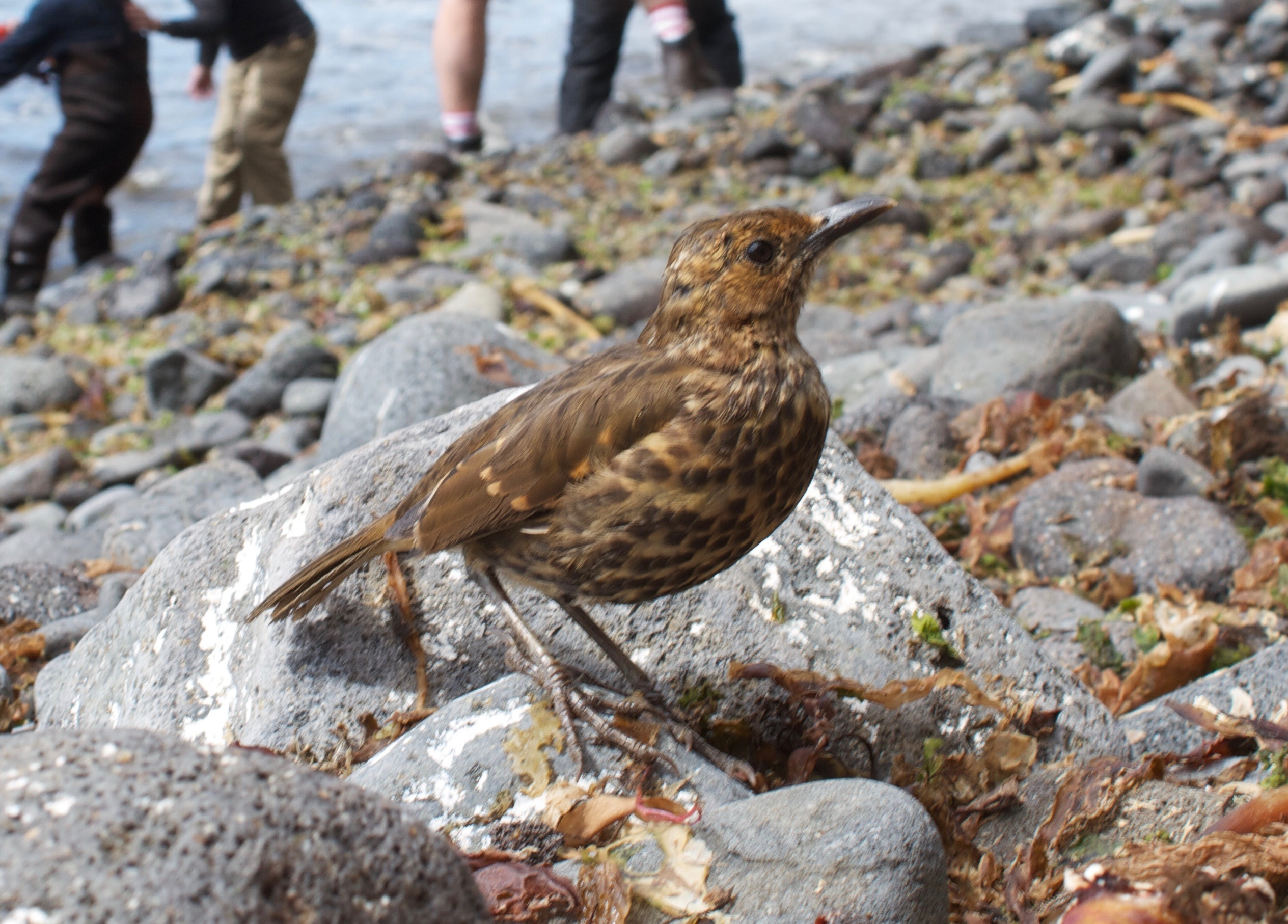
Тристанські дрозди полюють на пташенят тристанських пастушків

У статті 1927 року Лоу припустив, що при відсутності на острові Неприступний хижих ссавців, єдиним хижаком на ньому є фолклендський поморник (Stercorarius antarcticus). Дослідження раціону фолклендських поморників на Неприступному острові підтвердило це, однак воно також показало, що, незважаючи на те, що поморники дійсно їдять дорослих тристанських пастушків, пастушки та інші наземні птахи складають лише невелику частину раціону цих морських птахів. Дослідники відмітили, що наземні птахи підіймають тривогу, коли бачать поморників. Почувши сигнали тривоги від іншого пастушка, дорослі тристанські пастушки стають настороженими, а пташенята замовкають. Смертність пташенят є високою, а основною причиною їх смертності є хижацтво з боку тристанських дроздів.
На тристанських пастушках було відкрито два нові види пташиних вошей (Mallophaga), Pseudomenopon scopulacorne і Rallicola zumpti. R. zumpti паразитують лише на тристанських пастушках і не були знайдені на жодних інших птахах Неприступного острова. P. scopulacorne, знайдений на тристанському пастушку, початково був описаний як новий вид, P. rowani (Keler, 1951), однак пізніше у 1974 році був віднесений до широко поширених видів.

## Загрози і збереження
Тристанські пастушки мають дуже обмежений ареал і представлені однією популяцією. Хоча в межах свого ареалу цей вид є досить поширеним і за оцінками дослідників, його популяція нараховує 5600 дорослих птахів, Міжнародний союз охорони природи (МСОП) класифікує цей вид як вразливий через небезпеку появи на острові небезпечного інвазивного виду. Багато острівних пастушків, особливо нелітаючих видів, знаходяться під загрозою зникнення. Хатні миші, здичавілі коти і сірі пацюки, що можуть становити загрозу для цього виду, не присутні на острові Неприступний і ніколи не з'являлися на ньому, однак присутні на сусідньому острові Тристан-да-Кунья і можуть досягти Неприступного за допомогою рибальських суден або інших човнів, що відвідують острів (миші були знайдені на човнах, що відвідували сусідній острів Найтінгейл). Вважається, що пожежі на купинних луках, що були зареєстровані у 1872 і 1909 роках, знищили велику кількість пастушків, однак з того часу вони не повторювалися. У 1950-х роках ці птахи користувалися великою популярністю для наукових колекцій, однак дозволи на це видавалися рідко.
Для захисту тристанських пастушків було здійснено та запропоновано низку заходів зі збереження. Острів Неприступний колись пропонувався мешканцям острова Тристан-де-Кунья як місце для ведення сільського господарства, що призвело би до скорочення середовища проживання і ризику появи інвазивних видів. Однак у 1994 році Рада Острова Тристан-да-Кунья оголосила острів заповідником. Доступ на нього наразі обмежений, хоча мешканцям Тристан-да-Куньї дозволено його відвідувати з метою збору дров і гуано. Інтродукований Новозеландський льон (Phormium tenax) був знищений на острові, щоб зберегти його біотоп, і тепер на острові діє план з управління навколишнім середовищем. Інші пропозиції по забезпеченню майбутнього тристанських пастушків включають розширення освіти в галузі біобезпеки для місцевого населення і потенційне утримання частини популяції в неволі. Також було запропоновано створити резервні популяції на інших безпечних островах, наприклад, на Найтінгейлі, на випадок, якщо хижаки досягнуть Неприступного, однак це може мати негативні наслідки для ендемічної популяції безхребетної фауни на цих островах.